# Elena Gaponenko
Elena Gaponenko (* in Duschanbe, Sowjetunion) ist eine in Deutschland lebende Cellistin und Pianistin.

## Leben
Elena Gaponenko stammt aus einer Musikerfamilie, ihre Mutter ist die Musikpädagogin  Natalia Gaponenko.
Im Alter von 4 Jahren begann sie zwei Instrumente zu spielen, ihre Ausbildung verlief von Anfang an professionell.
Nach dem Umzug ihrer Eltern nach Moskau besuchte sie die Zentralmusikschule beim Moskauer Konservatorium und die Gnessin-Spezialmusikschule.
Es folgte ein Studium in Deutschland an den Musikhochschulen Detmold und Köln sowie an der Hogeschool voor Muziek Maastricht in den Niederlanden, an welchen sie das Konzertexamen in den Fächern Klavier und Violoncello absolvierte.
Sie ist Mitbegründerin der Konzertreihe „Weltstars der Zukunft“, welche sich für das Etablissement und den Erhalt des Interesses an der klassischen Musik, sowie für die Förderung von jungen Talenten und erfahrenen Musikern einsetzt.

## Diskografie
- 2015: Duo for One, Piano & Violoncello (Genuin classics)
- 2017: Opus 8, CD1: Piano Solo / CD2: Violoncello Solo (OehmsClassics)
- 2019: Hommage à Vienne, Piano Solo (OehmsClassics)